# Dimidiochromis kiwinge
Dimidiochromis kiwinge è una specie di ciclidi haplocromini che prolifera nel Lago Malawi e nel Lago Malombe, in Malawi, Mozambico e Tanzania. Il suo habitat naturale sono quindi i laghi d'acqua dolce.
Questa specie si trova normalmente in prossimità delle rocce, sebbene formi frequentemente anche banchi al largo, ed è un predatore comune in superficie presso la riva, dove si nutre di piccoli pesci, in particolare di Utaka e sardine del Lago Malawi. Caccia in coppia o in grandi gruppi. Le femmine sono incubatori orali e durante la cova dei piccoli rimangono in acque di media profondità fino a quando gli avannotti non vengono rilasciati. Questa specie segue un rituale di accoppiamento di tipo lek in cui i maschi scavano nel substrato una serie di ciotole rialzate e vicine tra loro, e competono per l'attenzione delle femmine pronte a deporre le uova.